# Basilide (nome)
Basilide  è un nome proprio di persona italiano maschile.

## Varianti in altre lingue
- Basco: Basillide[3]
- Catalano: Basilides[3], Basirides[3]
- Croato: Bazilid
- Esperanto: Bazilido
- Francese: Basilide
- Greco antico: Βασιλείδης (Basileides)
- Latino: Basilides[1]
- Polacco: Bazylides
- Portoghese: Basílides
- Russo: Василид (Vasilid)
- Spagnolo: Basílides[3], Basirides[3]
- Ungherese: Baszileidész, Baszilidész

## Origine e diffusione
Deriva dal nome greco antico Βασιλείδης (Basileides), un patronimico che vuol dire "figlio di Basilio" o "figlio del re" (Basilio deriva da βασιλεύς, basileus, "re", termine si cui sono basati anche Basilisco e Basilissa, dal significato leggermente diverso). La variante spagnola e catalana Basirides si è formata per il fenomeno fonetico della consonante liquida. In Italia è attestato il suo uso anche al femminile.

## Onomastico
L'onomastico si può festeggiare in memoria di più santi, commemorati alle date seguenti:
- 20 gennaio, san Basilide, senatore romano, martire sotto Diocleziano[5]
- 10 giugno, san Basilide, martire a Roma con altri compagni sotto Aureliano[5]
- 12 giugno, san Basilide, soldato e martire a Roma sotto Diocleziano[5][6]
- 30 giugno, san Basilide, soldato e martire ad Alessandria d'Egitto sotto Settimio Severo[5][6]
- 23 dicembre, san Basilide, martire a Creta con altri compagni sotto Decio[5]

## Persone
- Basilide, maestro religioso dello gnosticismo
- Basilide, filosofo greco antico
- Basilide di Alessandria, militare e santo romano
- Basilide Del Zio, scrittore italiano